# نفرین اژدها
مکس هاوک: نفرین اژدها (به انگلیسی: Max Havoc: Curse of the Dragon) یک فیلم ویدئویی آمریکایی در ژانر اکشن محصول سال ۲۰۰۵ میلادی به کارگردانی آلبرت پایون و آیزاک فلورنتین است. در این فیلم بازیگر سوئیسی میکی هارت در نقش مکس هاوک، یک کیک بوکسور سابق که تبدیل به عکاس ورزشی شده‌است، بازی می‌کند، مکس باید به یک دلال هنری کمک کند و خواهرش با بازی جوانا کروپا را از دست یک باند یاکوزا که سعی در بازیابی مجسمه ارزشمند اژدهای یشمی دارند فرار کنند. این فیلم با هدف بازار اروپا برنامه‌ریزی شده بود تا یک مجموعه را آغاز کند که شامل یک دنباله و یک سریال تلویزیونی سندیکایی در ایالات متحده می‌شد، اما این برنامه‌ها محقق نشد. دنباله ای به نام مکس هاوک: حلقه آتش (۲۰۰۶) در نهایت در کانادا فیلمبرداری شد.
فیلمبرداری این فیلم در سال ۲۰۰۴ در جزیره گوآم انجام شده‌است.

## تولید
به گفته آلبرت پایون، ایده مکس هاوک حداقل از سال ۲۰۰۱ وجود داشته‌است. در آن زمان از او خواسته شد که این فیلم را در هاوایی کارگردانی کند. پس از حملات ۱۱ سپتامبر، تصمیم گرفته شد که فیلمبرداری در میامی از نظر اقتصادی مقرون به صرفه تر باشد. پیون گفت که مارک داکاسیوس، ستاره فیلم هاوایی، علاقه‌مند به ایفای نقش شخصیت مکس هاوک بود، اما پس از اینکه سیاه زخم در فلوریدا ظاهر شد، از این پروژه کنار رفت. بالی بعدی برای فیلمبرداری در نظر گرفته شد، اما این ایده پس از بمب‌گذاری تروریستی در آنجا در سال ۲۰۰۲ کنار گذاشته شد. کارگردان و تهیه‌کننده تصمیم گرفتند در گوآم فیلمبرداری کنند و در اواخر سال ۲۰۰۳ به مقامات گوام علاقه کردند. فیلمبرداری در مارس آغاز شد و در می ۲۰۰۴ به پایان رسید. پس از اتمام فیلمبرداری در گوام، کارگردان آیزاک فلورنتین استخدام شد تا فیلم را در لس آنجلس بهبود بخشد تا بازار آن را بهبود بخشد، و حدود ده دقیقه زمان نمایش را در این فرایند اضافه کرد.

## انتشار
این فیلم اولین بار در تلویزیون گوام در ۱۰ دسامبر ۲۰۰۵ پخش شد. از آنجایی که فیلم با استقبال ضعیفی مواجه شد و هرگز آنطور که وعده داده شده بود در سینماها پخش نشد، توسط مطبوعات گوام به عنوان «شکست در گیشه» توصیف شد. در فوریه ۲۰۰۵، تهیه‌کننده جان اف. لینگ اظهار داشت که در یافتن توزیع کننده اکران در سینما برای فیلم با مشکل مواجه شده‌است. در سال ۲۰۱۰، فیلم به فروش ۱۵٫۰۰۰ دلاری در گوام و ۲۴۲٫۲۲۹ دلاری در سطح بین‌المللی گزارش شد. در ۲۳ ژانویه ۲۰۰۷، فیلم بر روی DVD در منطقه ۱ منتشر شد. دی‌وی‌دی‌های اضافی شامل مصاحبه‌ها و چندین صفحه متنی دربارهٔ بازیگران، یک تریلر سه دقیقه‌ای، یک پوستر، مجموعه‌ای از تصاویر ثابت از فیلم، و یک تقویم برای سال ۲۰۰۷ بود که بازیگران زن فیلم را در بر می‌گرفت. این فیلم توسط انجمن فیلم‌های سینمایی آمریکا رتبه‌بندی نشد.

## پاسخ انتقادی
اکثراً نقدهای این فیلم منفی دریافت کرد. منتقدان بیشتر بر روی کم‌پیش‌نگاری فیلم و استفاده از کلیشه‌های افسارگسیخته متمرکز بودند. دیوید کورنلیوس از دی‌وی‌دی تاک، آن را به‌عنوان «نوعی فیلم اکشن احمقانه سطح C که همیشه قهرمان سابق هنرهای رزمی را ایفا می‌کند» توصیف کرد و خاطرنشان کرد که جنجال پشت سر بودجه‌بندی فیلم جالب‌تر از خود فیلم بود و با پایان دادن به توصیه برای پرش از فیلم. آلبرت والنتین از سینمای کونگ فو کمتر منتقد فیلم بود مبارزهای رزمی و بازی میکی هارت در سکانس‌های اکشن را ستود.

## بازیگران
- میکی هارت در نقش مکس هاوک
- ریچارد راوندتری
- جوانا کروپا
- دیوید کارادین
- کارمن الکترا
- وینسنت کلین